# C.L. David
C.L. David, född Christian Ludvig Julian David den 30 juli 1878 i Roskilde, död den 18 april 1960 i Hellerup, var en dansk advokat och konstsamlare.

## Tidiga år

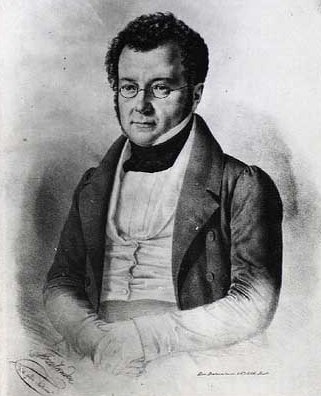
C.L. Davids farfar, Christian Georg Nathan David.

David var den enda sonen till överingenjören Johannes Hage Christian David och Magdalene Juliane David, född Hagen. Föräldrarna fick förutom David även två döttrar. Han växte upp i en välbeställd, borgerlig, familj och var sonson till den danska nationalekonomen och politikern C. N. David (1793–1884). Davids farfar var av judisk härkomst, men hade konverterat till kristendomen. När föräldrarna, vid relativt unga år, gick bort, efterlämnade de en ansenlig förmögenhet till David och hans två systrar.
Han gick i gymnasiet vid Metropolitanskolen, Köpenhamn, och tog studentexamen år 1897. Därefter studerade han juridik i London och blev år 1903 jur. kand.

## Privatliv

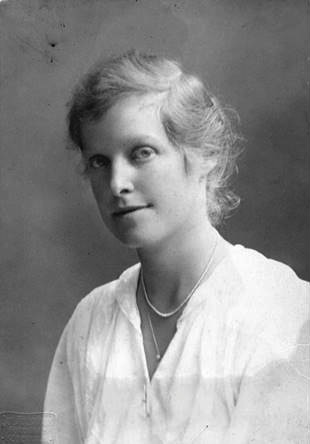
Kate Bang

Även om David genom sin förmögenhet och sin juridiska verksamhet var en namnkunnig person i Danmark under sin levnadstid, levde han ett ganska tillbakadraget liv. Han gifte sig aldrig, och fick inte heller några barn. Han ska dock ha haft en kortare relation med författaren Kate Bang.

## Juridisk karriär
David blev år 1906 advokat vid landsoverretten, Danmarks dåvarande motsvarighet till Sveriges hovrätt. Fem år senare, år 1911, blev David advokat vid Højesteret, Danmarks Högsta domstol. David uppmärksammades bland annat då han försvarade bankdirektören Emil Glückstadt som bland annat stod anklagad för bedrägeri i kölvattnet av Landmandsbankkraschen år 1922.

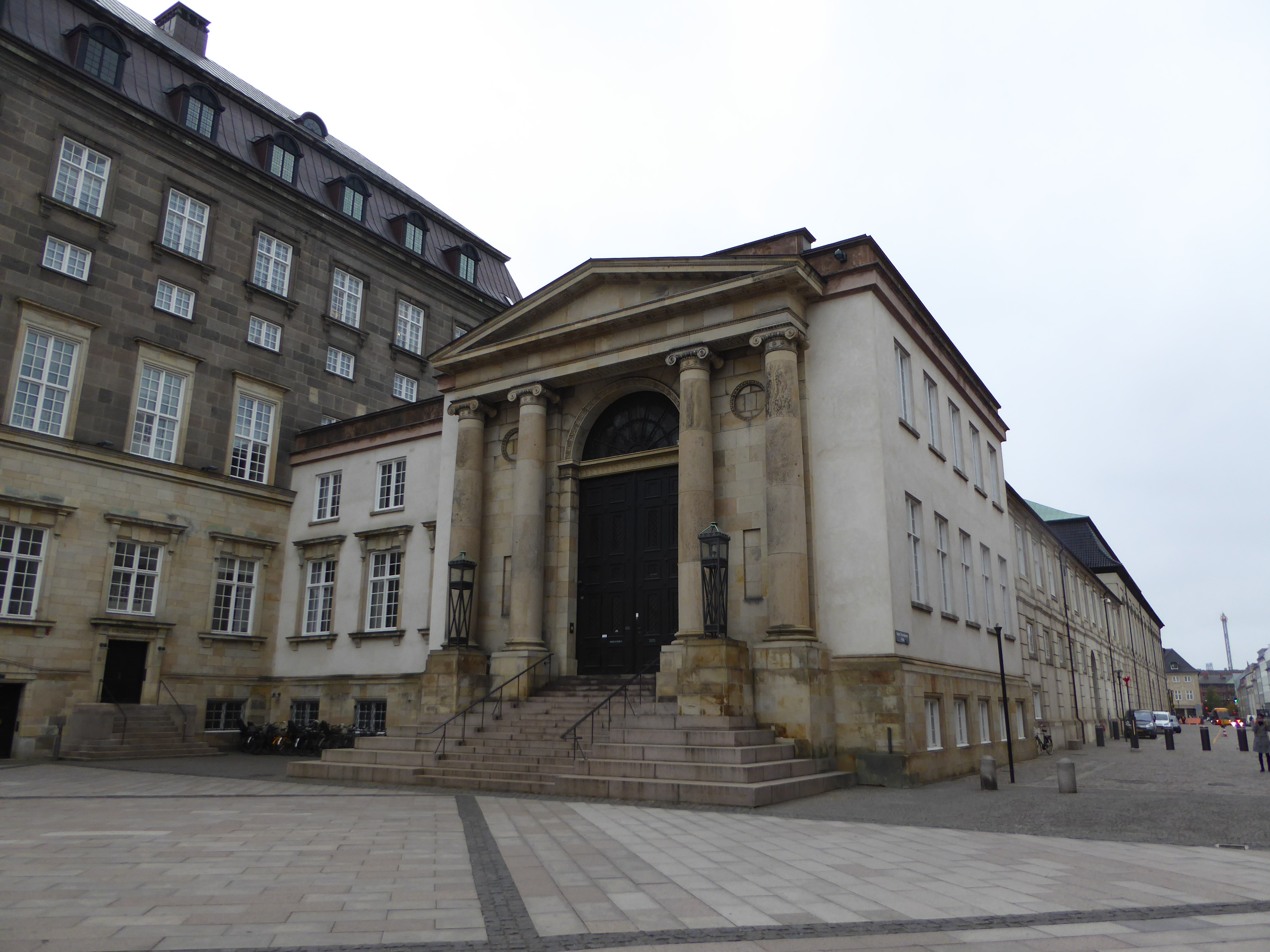
Højesteret

Som advokat var David ledamot i ett flertal danska bolagsstyrelser samt rådgivare åt flera danska bolag. Bland dessa kan nämnas Den kongelige Porcelainsfabrik, Gyldendalske Boghandel och Vølund. David var även styrelseordförande för Aarhus Oliefabrik åren 1922–1958.

## Konstintresset

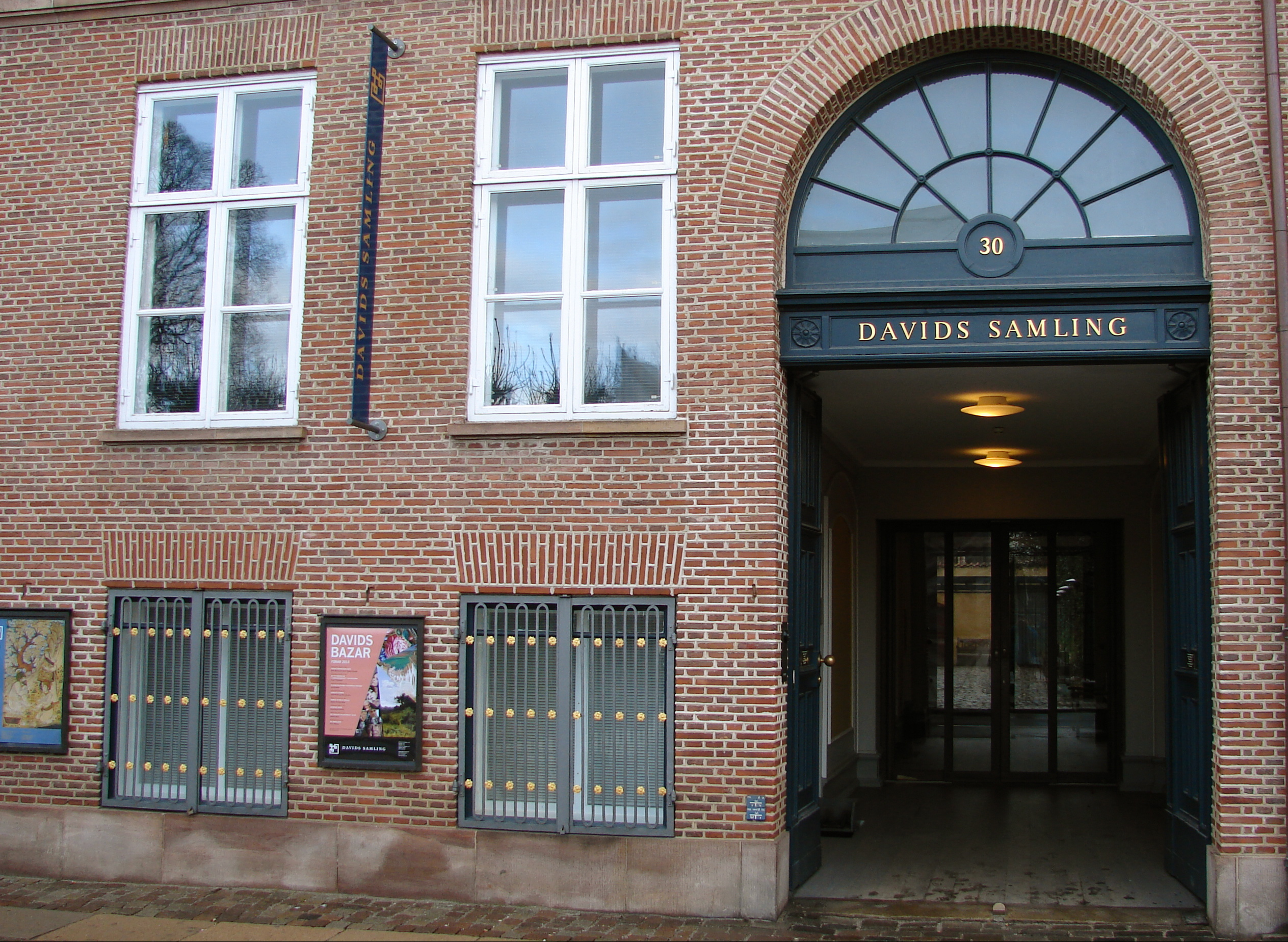
Entrén till Davids samling

Under sin livstid ledde Davids stora konstintresse till att han köpte och samlade ett större antal konstverk. David instiftade även flera konstnärsstipendier. Såväl konstsamlingen som stipendierna finns genom museet C.L. Davids Fond og Samling, instiftat år 1945, kvar än idag. Konstsamlingen innehåller en av Nordeuropas största samlingar av islamisk konst.

## Eftermäle

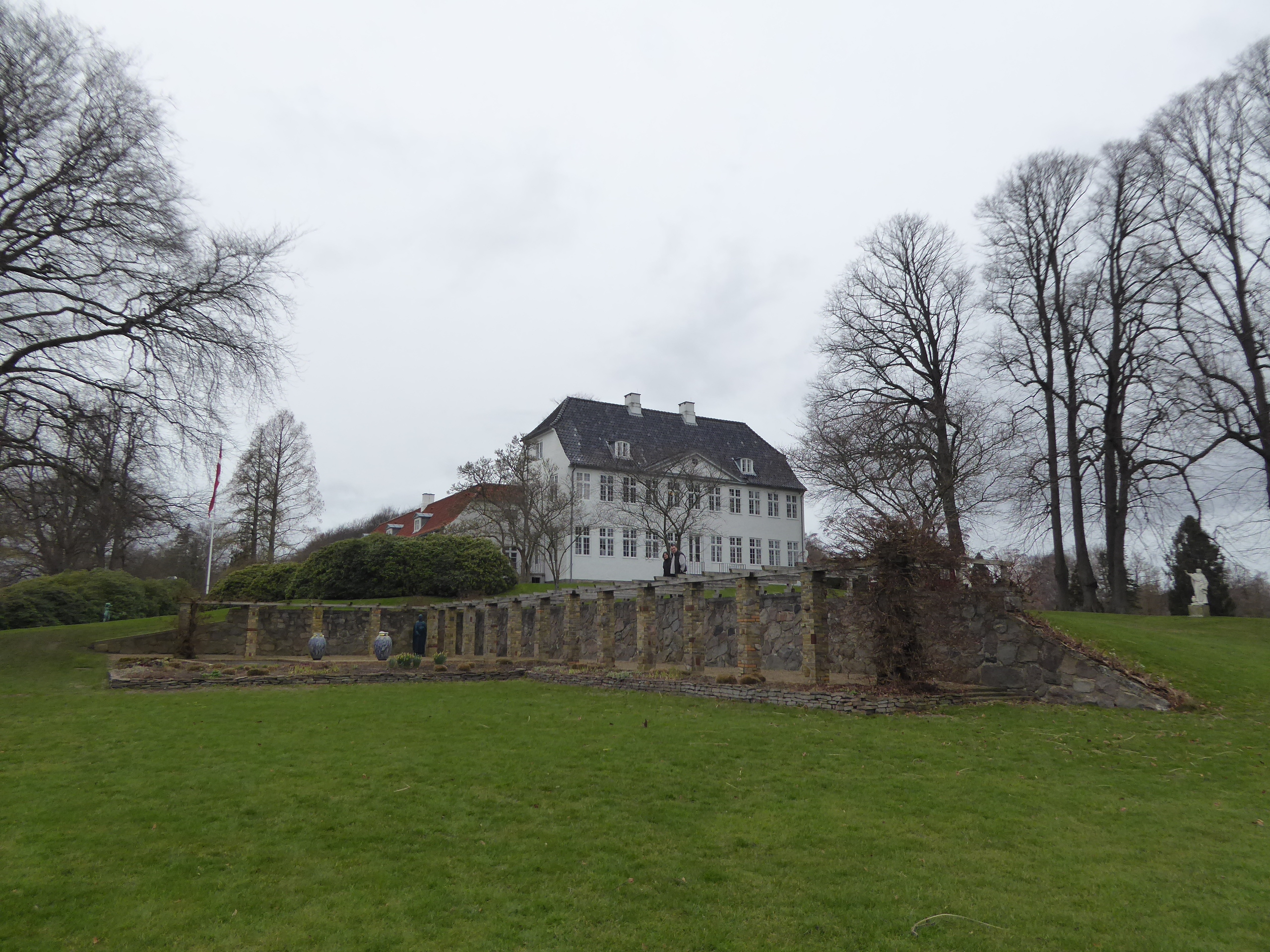
Marienborgs huvudbyggnad och klosterträdgård.

David avled 81 år gammal i Hellerup den 18 april 1960. Han testamenterade en mindre del av sin förmögenhet och konstsamling till sin tidigare partner, författaren Kate Bang. I övrigt testamenterades förmögenheten och konstverken till Davids samling, det museum han 15 år tidigare hade instiftat. Sitt landställe, Marienborg, testamenterade David till den danska staten, för statsministern att använda som representations- och rekreationsbostad.

## Utmärkelser
- Dannebrogsmännens hederstecken,  18 april 1936[5][6]
- Kommendör av Dannebrogorden,  18 februari 1958[5][6]

[Redigera Wikidata]